# Polionycta dimorpha
Polionycta dimorpha är en fjärilsart som beskrevs av Dyar 1914. Polionycta dimorpha ingår i släktet Polionycta och familjen nattflyn. Inga underarter finns listade i Catalogue of Life.